# خوان كارلوس ريفيكو
خوان كارلوس ريفيكو (بالإسبانية: Juan Carlos Reveco)‏ مواليد 25 أغسطس 1983 في الأرجنتين، هو ملاكم محترف أرجنتيني يصنف ضمن فئة وزن الذبابة بدأ مسيرته الاحترافية سنة 2004 حيث انتصر في نزاله الأول. حقق بطولة رابطة الملاكمة العالمية.

## المسيرة الاحترافية
من نزالاته:
- خسر أمام إبراهيم اسلوم (08-12-2007).

## إحصائيات
خاض خلال مسيرته 39 نزالا، فاز في 36 ولم يتعادل وخسر في 3. فاز بالضربة القاضية في 19 نزالا.

## روابط خارجية
- خوان كارلوس ريفيكو على موقع بوكس ريك (الإنجليزية) (registration required)